# Browning M1910

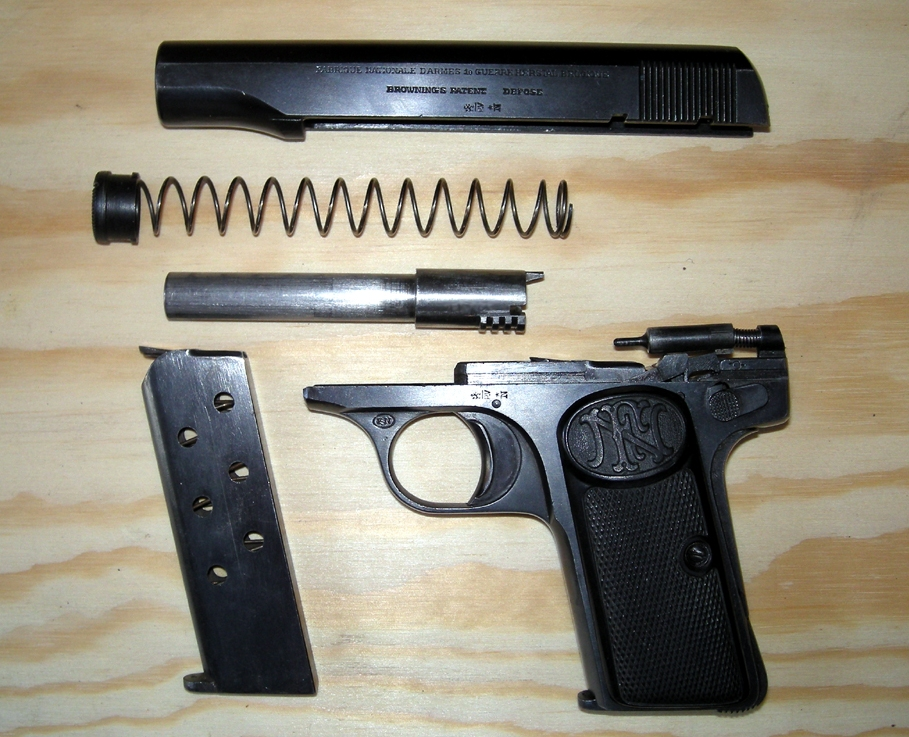
Browning M 1910 partiellement démonté

Le Browning 1910 fut commercialisé par la Fabrique Nationale Belge de Herstal (FN Herstal) de 1912 à 1978 (bien que la production ait cessé en 1975) pour succéder au célèbre Browning M1900. Cette arme de poing est due à John Browning. Il fut employé comme arme de police et/ou de guerre par de nombreux pays européens, asiatiques et africains. Il fut disponible en 2 calibres (7,65 mm et 9 mm court) et en plusieurs finitions pour les tireurs civils. Son principal dérivé est le Browning 10/22.
Cette arme est utilisée lors des assassinats de l'archiduc François-Ferdinand d'Autriche et de son épouse (1914), évènement déclencheur de la Première Guerre mondiale. Le même modèle fut utilisé lors de l'assassinat de Paul Doumer, président de la République française (1932), ainsi que pour diverses activités criminelles dans le monde.

## Mécanisme
Le Browning 1910 fonctionne grâce à une platine simple action, un percuteur lancé et une culasse non calée. Il possède une sûreté manuelle située derrière la plaquette de crosse gauche à laquelle est associée une pédale qu'il faut enfoncer avec la paume pour manœuvrer la culasse ou pour tirer. Le ressort récupérateur est autour du canon. Les organes de visée sont fixes et formés d'un guidon demi-lune et d'un cran de mire entaillé. L'arme dispose également d'un crochet de chargeur sis sous la poignée

## Avantages et inconvénients en usage policier
Entre 1945 et 1970, le M10 fut en service dans la Gendarmerie nationale et les polices françaises (police urbaine, Renseignements généraux et police judiciaire). En 1983, Michel Malherbe dans Les Armes de la Police Nationale juge le FN 10 comme un pistolet relativement précis, facilement dissimulable et d'une masse assez faible. Mais il souffre de son mécanisme aujourd'hui dépassé et de l'absence de chien externe[contexte nécessaire]. De plus la 7,65 mm est une munition trop faible. Enfin, le percuteur est fragile et il existe des jeux importants entre la culasse et la glissière.

## Données numériques
- Munitions: 7,65 Browning (.32ACP) et 9 mm court (.380ACP)
- Masse à vide
  - en 7,65 mm : environ 590 g
  - en 9 mm : environ 570 g
- Longueur
  - totale : 15,3 cm
  - du canon: 8,8 cm
- Chargeur 
  - en 7,65 mm : 7 cartouches
  - en 9 mm court : 6 cartouches